# Leidener Klammersystem
Das Leidener Klammersystem ist ein System zur einheitlichen Edition epigraphischer, papyrologischer oder (meist in Handschriften überlieferter) literarischer Quellen. Es regelt also die Schreibweise von Texten, die ursprünglich in Form von Inschriften, Manuskripten, Papyri oder auf ähnlichen Beschreibstoffen vorlagen und transkribiert in gedruckter Form wiedergegeben werden sollen. Das Ziel der Editionsrichtlinie ist, dass der gedruckte Text das originale Schriftstück und seine Eigenarten möglichst umfassend, eindeutig und korrekt reproduziert und trotzdem mit einem Minimum an Vorkenntnissen verständlich ist.
Dazu dienen bestimmte Klammern und andere Schriftzeichen (Sigla), mit denen Ergänzungen, Korrekturen und sonstige redaktionelle Maßnahmen des Herausgebers eindeutig gekennzeichnet werden und auf Besonderheiten der originalen Fassung eines Textes hingewiesen wird. Im Fall einer typischen Inschrift werden dadurch beispielsweise die näheren Details der Aufbringung und Erhaltung auf dem Stein sowie mögliche Abkürzungen und Schreibfehler deutlich gemacht. Die Kenntnis dieser Informationen ist mitunter von entscheidender Bedeutung bei der Untersuchung und für das Verständnis eines Textes sowie bei der Einschätzung seines Quellenwertes und seiner wissenschaftlichen Verortung.

## Entstehung und Verbreitung
Vereinbart wurde die Erarbeitung des Leidener Klammersystems im September 1931 auf der Papyrologischen Sektion des Internationalen Orientalistentages in Leiden auf einen Vorschlag des niederländischen Gräzisten und Papyrologen Bernard Abraham van Groningen hin. Das erklärte Ziel war, der „geradezu unerträglichen Diskrepanz in der Verwendung der Klammern und sonstigen kritischen Zeichen“ in den klassischen Altertumswissenschaften entgegenzuwirken. In den Jahren zuvor hatte bereits die Union Académique Internationale eine Zusammenstellung der verschiedenen damals gebräuchlichen Editionsrichtlinien in der klassischen Philologie erarbeitet und um „Ratschläge und Empfehlungen“ („conseils et recommandations“) für eine einheitliche Handhabung ergänzt. Die Druckfahnen dieses Werkes lagen 1931 der Papyrologischen Sektion des Orientalistentages bereits vor; obwohl ihre endgültige Veröffentlichung erst 1932 erfolgte (1938 erschien eine überarbeitete Neuauflage). Durch diesen Entwurf aus dem Nachbarfach der Klassischen Philologie angeregt, beriefen die in Leiden versammelten Papyrologen eine Kommission, die in den folgenden Monaten ein für möglichst alle altertumswissenschaftlichen Disziplinen brauchbares einheitliches Konzept entwerfen sollte. Sie setzte sich aus Bernard Abraham van Groningen, dem Franzosen Pierre Jouguet und dem Belgier Marcel Hombert zusammen. Das Ergebnis ihrer Arbeit wurde im Januar 1932 in der Fachzeitschrift Chronique d’Égypte publiziert und anschließend zunächst über verschiedene papyrologische Zeitschriften bekanntgegeben, in Deutschland beispielsweise durch Ulrich Wilcken im Archiv für Papyrusforschung.
Tatsächlich überzeugte das damit entstandene „Leidener Klammersystem“ den überwiegenden Teil der Fachwelt und hielt auch in den Nachbardisziplinen der Papyrologie, besonders in der Epigraphik und der klassischen Philologie, Einzug. Schon 1932 wurde es für die Edition griechischer Inschriften in dem Projekt Inscriptiones Graecae, das unter der Leitung Ulrich Wilckens stand, eingeführt. Heute ist es das allgemein verwandte System bei der wissenschaftlichen Publikation antiker Inschriften und Papyrusfunde. Wichtige Verlagseditionen, die das Leidener Klammersystem für die Edition literarischer Quellen verwenden, sind unter anderem die Loeb Classical Library, die Sammlung Tusculum, die Collection des Universités de France und die Bibliotheca Teubneriana.
Für die einheitliche Edition von Texten der ägäischen Bronzezeit, die in Linear A oder Linear B abgefasst sind, wurde auf einer Konferenz in Wingspread im Jahr 1961 die „Wingspread Convention“ erarbeitet. Sie entspricht im Wesentlichen dem Leidener Klammersystem, beinhaltet aber kleine Ergänzungen für die spezifischen Anforderungen der damit wiederzugebenden Schriften.

## Übersicht der wichtigsten Sigla
| Sigel      | Beschreibung |
| ---------- | --- |
| [ ]        | Eckige Klammern zeigen an, dass der umklammerte Abschnitt auf der Originalinschrift beschädigt und nicht mehr oder zumindest nur sehr schwer lesbar ist und für die gedruckte Publikation vom Herausgeber ergänzt wurde. Die restaurierten Schriftzeichen sind als wahrscheinlich bis an Sicherheit grenzende Wahrscheinlichkeit eingestufte Wiedergaben des unlesbaren Originals. |
| [...]      | Punkte auf der Zeile geben die bestimmbare Anzahl von nicht rekonstruierbaren Buchstaben an (in diesem Fall drei). |
| [— —]      | Spiegelstriche geben eine unbestimmbare Anzahl von nicht rekonstruierbaren Buchstaben an. |
| ( )        | Runde Klammern weisen darauf hin, dass der umklammerte Teil eines Wortes im Original weggelassen wurde, dass also der Begriff abgekürzt wurde. Der in solche Klammern eingefasste Inhalt komplettiert die verwendete Abkürzung. Beispiel: P(ontifex) M(aximus) bedeutet, dass statt des ausgeschriebenen Pontifex Maximus in der Originalinschrift nur PM zu finden ist. Beispiel für die Verwendung in einer Übersetzung: Smikylion (Sohn) des Eukalides. (In antiken Inschriften folgt auf den Namen einer Person häufig der Name ihres Vaters im Genitiv und ohne genauere Erläuterung der Verwandtschaftsbeziehung, diese muss daher in der Übersetzung ergänzt werden.) |
| < >        | Spitze Klammern zeigen an, dass der Herausgeber einen Fehler der Originalinschrift (zum Beispiel versehentlich ausgelassene Buchstaben, Rechtschreibfehler oder eine irrtümliche Zahlenangabe) korrigiert hat. Teilweise wird der fehlerhafte Teil des Textes einfach durch die Korrektur ersetzt (also „C<ae>sar“, obwohl im Original fälschlich „Ceasar“ steht) – dann muss im Kommentar zur Edition auf die originale Schreibweise hingewiesen werden. Teilweise werden innerhalb der spitzen Klammern aber auch sowohl die falsche als auch die korrigierte Schreibweise angegeben, etwa nach dem Format „C<ae=EA>sar“.                                                  |
| { }        | Geschweifte Klammern umgeben Text, den der Herausgeber als überflüssig tilgt (zum Beispiel versehentlich doppelt geschriebene Wörter oder Wortteile). |
| ạḅc̣        | Durch einen Punkt unter dem Buchstaben wird angegeben, dass dieser im Original nur teilweise erhalten ist und aus den noch sichtbaren Linien nicht eindeutig hervorgeht (auch wenn er unter Umständen aufgrund der vorangehenden und/oder nachfolgenden Buchstaben mit großer Sicherheit rekonstruiert werden kann). |
| ...        | Punkte auf der Zeile geben die Anzahl der vermuteten nicht rekonstruierbaren Buchstaben an (Griechisch und Papyrologisch) |
| +++        | Pluszeichen auf der Zeile geben die Anzahl der vermuteten nicht rekonstruierbaren Buchstaben an (Römisch) |
| [abc]      | Die doppelte Umklammerung eines Textabschnittes wird in der wissenschaftlichen Nomenklatur als Rasur bezeichnet, das heißt, der umklammerte Abschnitt wurde noch in der Antike absichtlich aus einer Inschrift entfernt. Die Gründe hierfür sind meist politisch motiviert: so ließ zum Beispiel der römische Kaiser Caracalla den Namen seines Bruders und Mitregenten Geta, nachdem er diesen ermordet hatte, aus Inschriften tilgen, die beide als gleichberechtigte Herrscher nannten. Diese Maßnahme wird als Damnatio memoriae bezeichnet. Sind trotz der Rasur noch Teile eines Buchstabens zu erkennen, wird unter diesen ein Punkt gesetzt: [ạḅc̣]                   |
| v vv vacat | für „leer“ kennzeichnen eine unbeschriftete Stelle im Textzeugen. Die Größe des freigelassenen Feldes kann durch die Zahl der Buchstaben, die dort der Schriftgröße entsprechend hätten gestanden haben können, angegeben werden. Vermutet der Herausgeber eine unbeschriftete Stelle, die aber wegen des Erhaltungszustandes des Originals nicht oder nicht sicher nachgewiesen werden kann, kann dies etwa durch [vacat] oder ṿ (also durch eckige Klammern oder einen Punkt unter dem Buchstaben) gekennzeichnet werden. |
| \|         | Senkrechte Striche markieren einen Zeilenanfang, wenn der Text nicht mit den originalen Zeilenumbrüchen abgedruckt wird. |
| \|\|       | Senkrechte Doppelstriche markieren der Übersichtlichkeit halber den Zeilenanfang jeder fünften Zeile. |

Bei der Benutzung älterer Inschrifteneditionen ist zu beachten, dass dort einige Klammerzeichen eine andere Bedeutung haben können; so kann <…> auch eine Tilgung durch den Herausgeber bedeuten, (…) eine Korrektur durch den Herausgeber.